# Cyrestis robinsoni
Cyrestis robinsoni är en fjärilsart som beskrevs av Henry Maurice Pendlebury 1933. Cyrestis robinsoni ingår i släktet Cyrestis och familjen praktfjärilar. Inga underarter finns listade i Catalogue of Life.